# Inês Jindrich
Inês Duarte Pedro Jindrich (Lisboa, 14 de Maio de 1991) é uma actriz portuguesa. É de ascendência austríaca da parte do bisavô paterno.